# ホンダ・ホライゾン
ホライゾン（Horizon）は、いすゞ自動車で生産し、本田技研工業が販売していたSUVである。
ホンダの独自開発車両ではなく、いすゞよりOEM供給を受けてクリオ店（現・ホンダカーズ店）で販売されていた。北米ではアキュラの販売網で「SLX」の名称で販売された。

## 概要
1993年に締結されたホンダ・いすゞ間の商品相互補完契約に基づき、同年10月に発売されたジャズに続き、1994年2月11日よりビッグホーンのOEM供給を受けて販売された。
ビッグホーンとの差異はフロントグリルが、ホンダ専用のものになり、フルオートエアコンや6スピーカーが標準装備となっている。ボディカラーとアルミホイールはホライゾン専用の物が設定されていた。
バリエーションは5ドアのみで、エンジンはディーゼルエンジンとガソリンエンジンの両方が用意された。
グレードはビッグホーンに準ずるものだったが、「ハンドリング・バイ・ロータス」が中心で、イルムシャーシリーズは一貫して設定されなかった。
1995年8月下旬には、廉価グレードとして「XS」（ビッグホーンでは「プレジールXS」のロングに相当するモデル）も追加された。価格は4ATが275万円で、5MTが259万4000円
1998年3月19日に実施されたビッグホーンのマイナーチェンジにあわせ、ホライゾンもマイナーチェンジを実施した。ディーゼル仕様は直噴を採用した4JX1型に、ガソリンは3.5Lの6VE1型に変更された。
1999年8月に生産を、10月に販売とOEM供給を終了し、モデル消滅した。新車登録台数は2216台
OEMであったせいか車の知名度も低く、一部ホンダディーラーからは入庫拒否されるなど人気薄であった。そのため販売台数はかなり少なく、街中で見かける機会は同じくOEMを受けていたスバル・ビッグホーンよりは多いものの、極めて少ない。
なお、メカニカルトラブルが発生した際、ホンダではいすゞと同等の柔軟対応が難しかったことから、いすゞでのメンテナンスを受けるユーザーも少なくなかった。
ちなみに、ホンダ資本の国際規格サーキットであるツインリンクもてぎのコースサイドには、後輪をクローラーに変更されたホライゾンが2008年現在も数台配備されており、コースオフしたレース車両の撤去等に使用されている。